# 松井佳子
松井 佳子（まつい けいこ、1975年2月27日 - ）は、群馬県出身の女優。身長160cm。体重46kg。舞夢プロ所属。

## 出演作品

### 映画
- ウルトラマンコスモスVSウルトラマンジャスティス THE FINAL BATTLE（2003年）

### テレビドラマ
- 大河ドラマ（NHK）
  - 篤姫（2008年） - 中臈・すす 役
  - 江〜姫たちの戦国〜（2011年） - 江の侍女 役
  - 軍師官兵衛（2014年）
  - 麒麟がくる（2020年）
- チェイス〜国税査察官〜（2010年） - 谷山文子（回想） 役
- 熱中時代 2011年ドラマスペシャル（2011年）
- 梅ちゃん先生（2012年）
- MONSTERS 第3話「推理作家の完璧すぎる時間トリック」（2012年） - バーのママ 役
- 相棒 Season 12 第6話「右京の腕時計」（2013年） - 津田香織 役
- 烈車戦隊トッキュウジャー 第18話（2014年） - エリカ 役
- 警視庁 ナシゴレン課 （2016年） - リポーター（相模原知世）役
- ウルトラマンR/B 第1話（2018年） - 常連客 役
- 闇の伴走者〜編集長の条件 第2話（2018年4月7日、WOWOW） - 経理部社員 役（声のみ）[1]
- 桜の塔（2021年） - 深海麻里 役

### 舞台
- MISTAKE〜遙かに伸びゆく蒼き大地に〜（2002年） - 瀬能マキ 役
- 比翼の月（2003年） - 神子上千恵 役
- 自転車をこぐトロイの詩人（2004年）
- 冥途の飛脚（2008年）
- 衣川幻想・完全版（2011年）

### CM
- JA共済・「訪問活動支援」（2007年）
- 太田胃散〜品質〜篇（2010年）
- 日本マクドナルド・ハッピーセット（2010年）
- menue（2010年）
- 花王・ソフィーナ ボーテ / 美白デイプロテクター（2011年）
- ダイハツ・ミライース・「低燃費体験レポート 〜エコアイドル〜篇」（2011年）
- ヤマダ電機LABI名古屋店（2011年）
- H.I.S・スーパーバザール（2012年）
- キリン・メッツコーラ「出没丹下 錠」〜あしたのジョー 宍戸錠〜篇（2012年）
- 小学館・こども大百科大図解（2012年）
- メルセデス・ベンツ・smart〜open your mind.〜（2012年）
- HRK・うるおい宣言（2013年）

### VP
- 教材DVD・現代心理学（2011年）
- トランスコスモス
- UFJ信託銀行

### スチール
- 色香 iroka（2002年）
- 不動産フリーペーパー 「PALCOM」（2009年 - 2014年）
- 大塚商会・「会社案内パンフレット」（2013年）
- 東芝・「Smart LEDライトカタログ」（2013年）

### その他
- 横浜山手西洋館〜丘の上のノスタルジー〜（ナレーション）